# 旭格
旭格国际集团是一家建筑材料公司，总部位于德国比勒费尔德。除门窗和幕墙外，旭格作为系统供应商，还为建筑师，规划师，投资者和建筑商提供咨询和支持服务。自1960年代中期开始，旭格成为了位于迈讷茨哈根的欧福集团的子公司。

## 历史
旭格公司由Heinz Schürmann于1951年成立，是一家位于波尔塔韦斯特法利卡的金属橱窗建筑公司，拥有六名员工，名称为Heinz Schürmann＆Co。1964年，公司被欧福集团收购。不过，旭格仍然作为一家独立运营的公司，并发展旗下业务包括铝合金门、窗系统。1970年代中期，旭格还提供了用于外墙建筑的型材系统，并将其产品线扩展到包括PVC-U产品。系统化解决方案和服务体系进一步推进。随着在欧洲各地取得经营许可，旭格不断走向国际化。旭格在维森菲尔斯（萨克森安哈特州）开始建造供应全欧洲的PVC-U型材挤压工厂。
在1990年代末，旭格的太阳能部门开始发展。2005年，旭格技术中心被认可为独立的认证测试实验室，成为独立的建筑外立面认证检测中心。并于2012年进行了扩展，以能够应对所有测试领域不断增长的性能要求。
如今，旭格集团在全球范围内开发和销售用于建筑节能建筑外立面系统。该公司及其铝合金和PVC-U部门提供全新的建筑和现代化产品，包括单户和多户住宅以及房地产和工业建筑。
旭格集团拥有约5,400名员工，根据其自身的信息，在80多个国家/地区拥有12,000多家合作伙伴公司，2018年的销售额为16.70亿欧元。

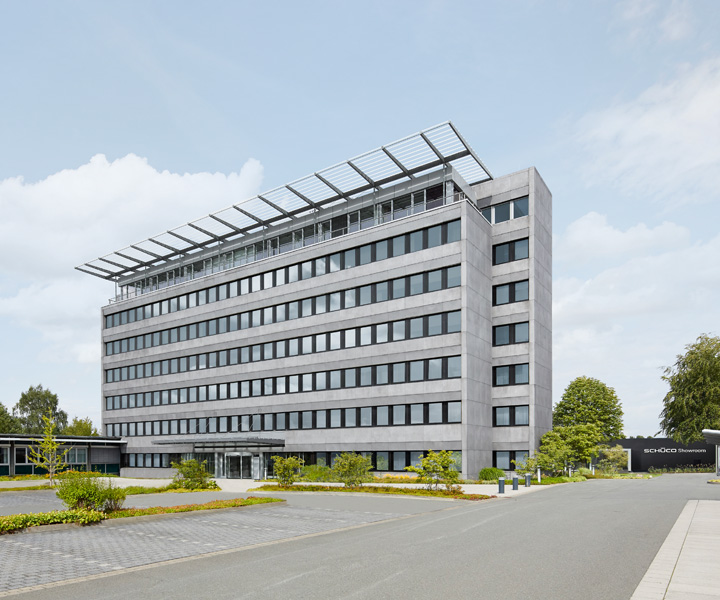
旭格位于比勒费尔德的总部

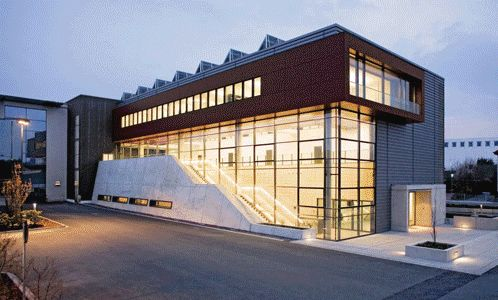
比勒费尔德旭格技术中心

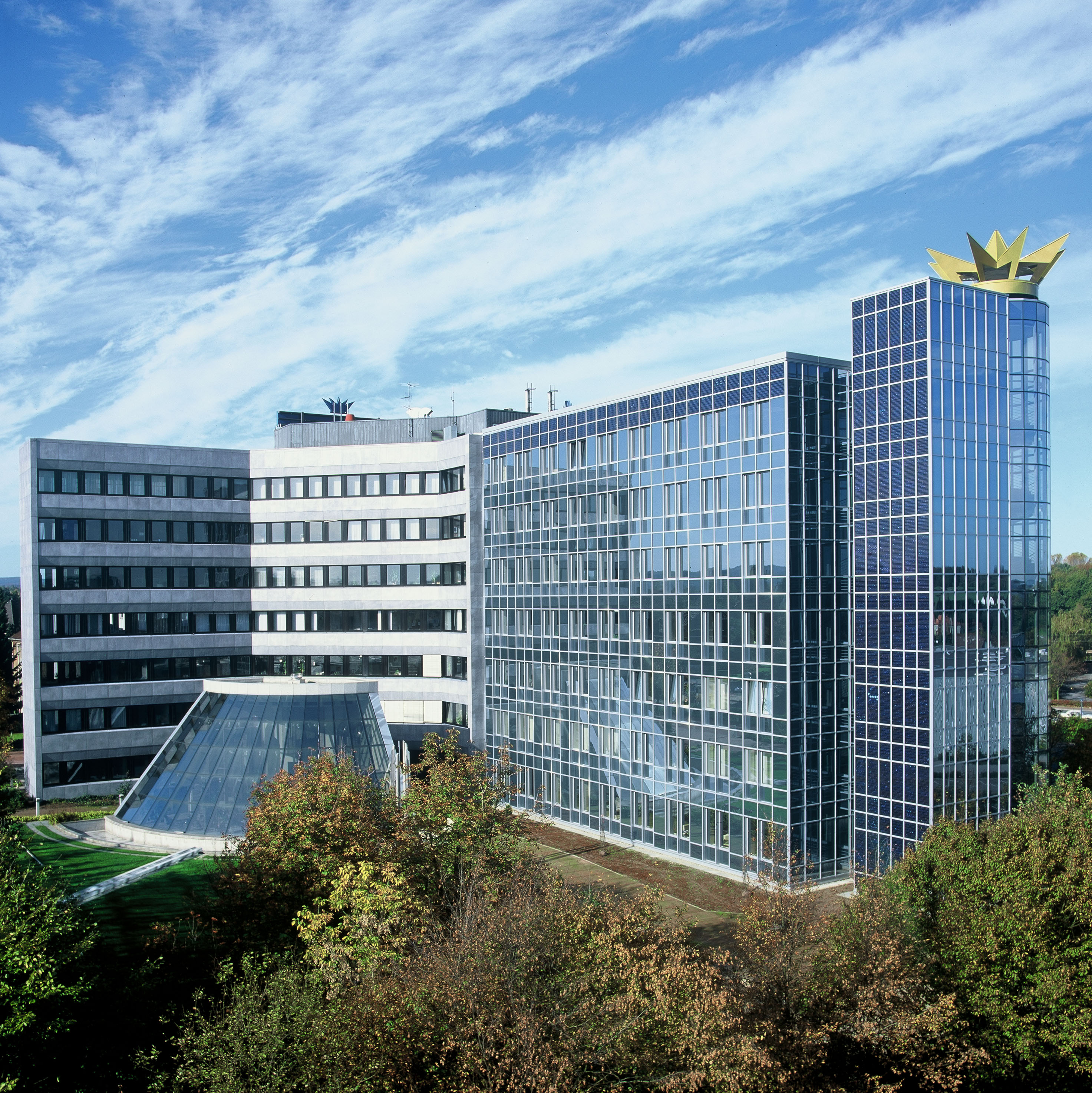
东南方向拍摄的旭格总部

## 地点
除了北莱茵-威斯特法伦州的比勒费尔德，旭格在德国的子公司分布于萨克森-安哈尔特州的魏森费尔斯和巴伐利亚的维尔廷根以及黑森州的大罗尔海姆。2014年4月，旭格宣布将在2014年底之前放弃其在Haan生产基地，并将其所有塑料业务集中在维森菲尔斯。
旭格在80多个国家拥有自己的子公司和许可合作伙伴，包括法国，西班牙，英国，美国，中国，阿根廷，波兰和迪拜。2011年销售的出口份额接近50％。

## 产品
旭格研发和销售用于建筑外立面的系统，适用于别墅和住宅，商业和工业建筑。产品范围包括门窗，幕墙和阳光房的型材和配件。此外，还有阳台，遮阳，防火和防烟系统以及防盗，防弹和防爆系统。楼宇自动化产品和建筑集成光伏也是产品线组成部分。
旭格提供用于设计和计算的硬件和软件，以及用于制造行业的制造和组装机器。

## 销售
旭格不直接出售给私人客户，而是出售给加工商。这些加工商为客户制造和组装窗户，门和幕墙，并得到旭格的支持。此外，旭格还为建筑师，规划师和投资者提供咨询服务。
公司营销的重要一环是参加展会。旭格在德国参加国际领先的展览会，例如慕尼黑的BAU或纽伦堡的Fensterbau Frontale展会。在国际上，该公司也参加各种贸易展览会，例如伦敦的Ecobuild，莫斯科的Mosbuild，伊斯坦布尔的Turkeybuild和西雅图的Living Future。

## 获奖情况
- 2006年：凭借窗户和执手系列的设计而获得iF产品设计奖。
- 2007年：凭借设计太阳能冷水机组而获得Design Plus奖。
- 2011年：德国市场营销奖。[11]
- 2012年：建筑师合作伙伴奖（由建筑杂志《AIT》和《智能建筑》颁发）-旭格在三个类别中赢得了金奖：作为所有类别中最好的公司，在窗户+幕墙和住宅建筑类别中均获此殊荣。
- 2014年：建筑师最喜爱奖，幕墙金奖和窗户类银奖[12]
- 2014年：鲁道夫·迪塞尔奖章，以表彰其最具可持续性的创新表现-德国发明学会有史以来第一次将次殊荣颁发给建筑行业的公司。[13]
- 2014年：建筑师合作伙伴奖，窗户和幕墙类别均获得金奖。旭格在门类中获得银奖。[14]
- 2015年，三维幕墙个性化解决方案旭格参数化幕墙系统获得了红点设计大奖。[15]
- 2015年，德国设计奖分两个类别。一方面，德国设计委员会授予了旭格在BAU 2015展会上的展位，另一方面，集成到型材中的旭格LightSkin外墙照明的设计也获得了大奖。[16]
- 2015年：建筑师最喜爱奖将《旭格Profile》杂志评为最佳室内建筑杂志。[17]
- 2016年：旭格参数化幕墙系统和旭格FWS 60 CV幕墙系统获得iF产品设计奖。[18]
- 2016年：旭格FWS 60 CV幕墙系统和旭格DCS触摸显示屏门管理系统获得了德国设计奖。[19]
- 2017年：旭格ADS 90.SI SimplySmart设计版门系统获得了iF产品设计奖。旭格FWS 35 Panorama Design幕墙系统获得了2017年iF金奖。[20]
- 2017年：带有DCS触摸显示屏的旭格ADS 90.SI SimplySmart设计版门系统，旭格VentoLife通风系统，带有机电一体化TipTronic的旭格FWS 60 CV HD均获得了红点设计大奖。[21]
- 2017年：因建筑杂志《旭格Profile》以及旭格的企业声誉获得德国品牌奖。[22]
- 2017年： 德国设计奖：带有DCS触摸显示屏的旭格ADS 90.SI SimplySmart设计版门系统获得了金奖，旭格FWS 35 PD幕墙系统获得了特别提名奖。旭格VentoLife通风系统也获得了能源类奖项。[23]
- 2017年：在安全技术/控制系统类别中获得金牌建筑师奖。旭格获得了从摇篮到摇篮特别奖。[24]
- 2018年：旭格的无边框技术和防火门产品获得iF产品设计奖。旭格VentoLife通风系统获得了iF设计金奖。[25]
- 2018年：红点设计大奖：Schüco ASE 60/80推拉系统，旭格无边框技术和旭格防火防烟系统的产品设计。[26]
- 2018年：德国设计奖：消防和烟雾防护系统获奖。[27]
- 2019年：旭格ASE 60/80 TipTronic推拉系统，旭格ASE 67 PD推拉系统和旭格AWS 75 PD.SI窗系统iF设计奖。[28]
- 2019年：产品设计类别中的红点设计奖：旭格AWS 75 PD.SI窗系统，旭格ASE 67 PD推拉系统，旭格FWS 35 PD全景设计幕墙，旭格ASE 60/80 TipTronic推拉系统，旭格DCS（门控制系统）和旭格CSB遮阳装置。[29]

## 体育赞助
2015年6月，旭格国际集团提出了其新的体育赞助策略。 

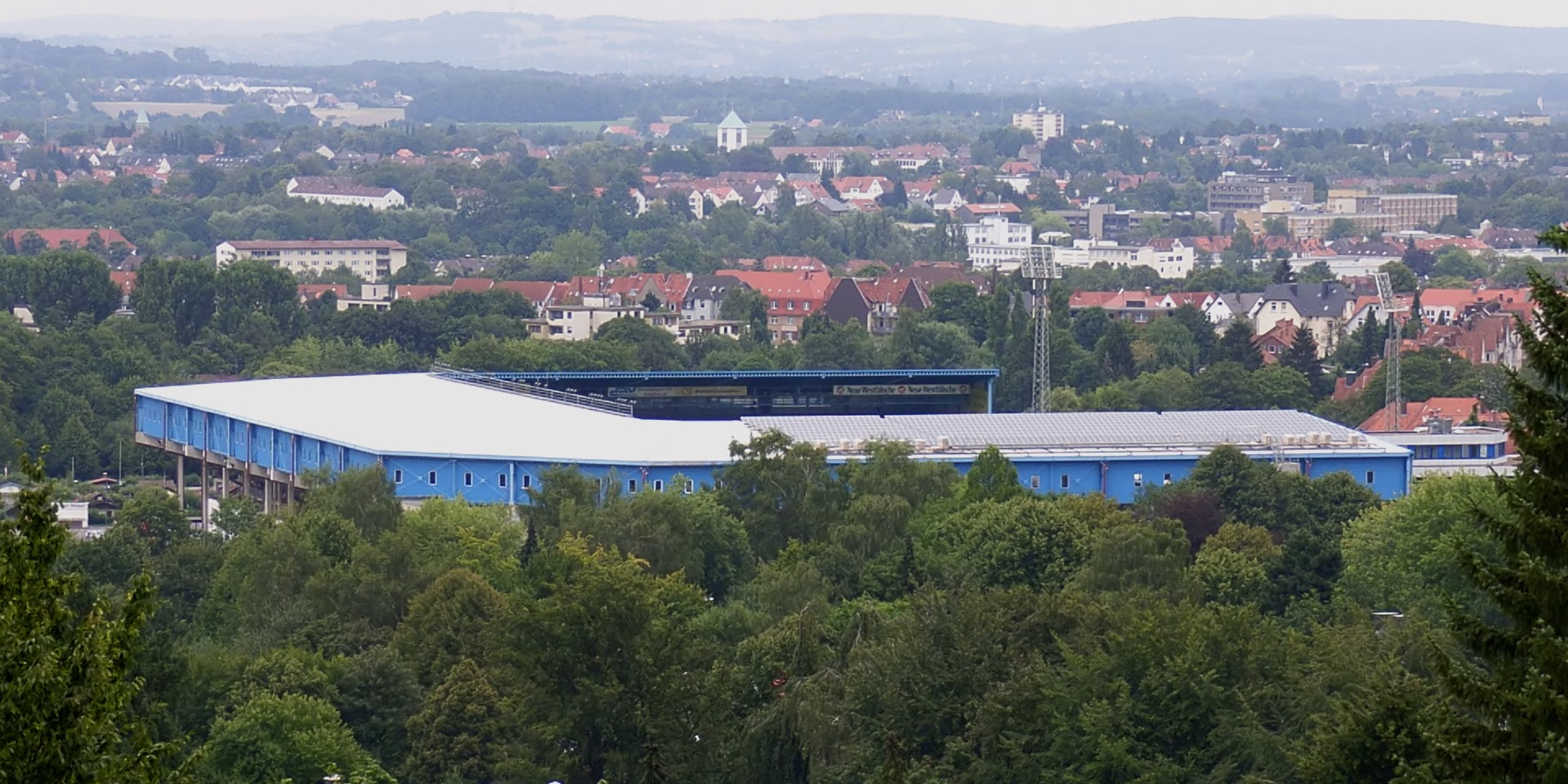
旭格竞技场

旭格国际公司从1999年开始作为迈凯轮赛车的赞助商参与F1。2008年，开始聚焦于高尔夫。旭格公开赛就是一个例子，该公开赛每年举办一次，直到2012年。参赛的有例如伯纳德·兰格，马丁·凯默尔，亨里克·斯滕松和米格·安哲尔·希梅尼兹这样的高尔夫专业人士。从2013年起，旭格公开赛改为旭格商业杯，只邀请旭格的合作伙伴参赛，在八个国家/地区举办了12场比赛。
在地区上，旭格多年来一直赞助比勒费尔德足球俱乐部。2004年，旭格获得了该队体育场的命名权，自此被称为旭格竞技场。 自2016年以来，旭格再次成为比勒费尔德球衣的赞助商。 
2018年开始，德国著名足球教练勒夫成为旭格全新品牌推广活动形象大使。